# Caso Lotus
El Caso Lotus es un parádigmático caso en materia de Derecho internacional público, que estableció una doctrina muy importante con respecto a la costumbre internacional y a la jurisdicción de los Estados.

## Descripción del caso
En 1926, Turquía procedió a iniciar un juicio contra un ciudadano de nacionalidad francesa que estaba al mando de un buque francés que colisionó con una nave turca en alta mar. Producto del abordaje murieron ocho turcos. 
Francia protestó, alegando que las autoridades turcas no tenían jurisdicción. La Corte Permanente de Justicia Internacional se preguntó sobre la existencia en el derecho internacional de alguna regla que prohibiera a Turquía el ejercicio de su jurisdicción para conocer de hechos que habían ocurrido fuera de su territorio, resolviendo a favor de Turquía por cuanto las consecuencias del hecho ilícito se habían hecho sentir en una embarcación turca.

## Decisión

### La jurisdicción
En este caso, La Corte señaló que los estados gozan de entera discreción para establecer su jurisdicción sobre cualquier hecho, aun cuando éste ocurra en el extranjero, siempre que no exista una regla específica que lo prohíba:
[...] la primera y principal limitación que impone el derecho internacional a los Estados es que, a falta de una regla permisiva en contrario, un Estado no puede ejercer de ninguna forma su poder en el territorio de otro Estado. En este sentido, la jurisdicción es ciertamente territorial; ella no puede ser ejercida por un Estado fuera de su territorio, excepto en virtud de una regla permisiva derivada de la costumbre internacional o de una convención.
De esto no se sigue, sin embargo, que el derecho internacional prohíba a los Estados ejercer jurisdicción en su propio territorio con respecto a cualquier situación relacionada con hechos que ocurran en el extranjero. Una posición contraria sólo podría sostenerse si el derecho internacional impusiera sobre los Estados una prohibición general de extender la aplicación de sus leyes y la jurisdicción de sus tribunales sobre las personas, los bienes y los actos que están fuera de su territorio y si como una excepción a esta prohibición general el derecho internacional permitiera a los Estados hacerlo sólo en determinados casos. Pero, ciertamente, esto no es lo que ocurre en el derecho internacional, tal como éste se presenta hoy en día [...]

### La soberanía de los Estados
La corte en el caso Lotus estimó que el Derecho Internacional Público regula las relaciones entre Estados independientes [...] Por consiguiente, las normas jurídicas que obligan a los Estados se basan en la propia voluntad de estos. No puede presumirse entonces restricciones en la independencia de los Estados.' 
A falta de una regla permisiva en contra, la restricción que el Derecho internacional impone a los Estados en el sentido de que no pueden ejercer su poder de cualquier forma en el territorio de otro Estado está por encima de todo. Sin embargo, cabe aclarar que si bien el Derecho internacional Público regula el ejercicio del poder estatal entre Estados, dicho complejo normativo está lejos de crear una prohibición general de que los Estados no puedan extender la aplicación de sus leyes y la de sus tribunales a personas, propiedades y actos fuera de su territorio.

### La costumbre internacional
La Corte, en el momento de examinar el tercer argumento presentado por el gobierno francés a fin de determinar si ha surgido una regla especial aplicable a los casos de colisión, de acuerdo con la cual un proceso criminal relativo a dichos casos caería exclusivamente bajo la jurisdicción del Estado del pabellón,  entendió que debía sostenerse que no existe principio de Derecho internacional alguno, según los términos del artículo 15 de la Convención de Laussane del 24 de julio de 1923, según el cual se impida la instrucción del proceso criminal en consideración. 
El representante del gobierno francés llamó la atención de la Corte sobre el hecho de que las cuestiones de jurisdicción en casos de colisión, que frecuentemente surgen en tribunales civiles, raramente surgen ante tribunales criminales. Él dedujo de esto que, en la práctica, los procesos criminales solo se presentan ante los tribunales del Estado del pabellón y que esa circunstancia da cuenta de un acuerdo tácito por parte de los Estados y, consecuentemente, da cuenta de cuál es el Derecho internacional positivo en casos de colisión.
La Corte concluyó que, aún en el caso en que el escaso número de decisiones judiciales que pueden identificarse de entre los casos reportados fuera suficiente para probar en los hechos el punto alegado por el representante del gobierno francés, esto sólo demostraría que los Estados, en la práctica, usualmente se han abstenido de iniciar procesos criminales y no probaría que ellos reconocen estar obligados a actuar de ese modo; ya que sólo sería posible hablar de una costumbre internacional si dicha abstención estuviera basada en una convicción del deber jurídico de abstenerse.